# Póros (ort i Grekland, Joniska öarna, Lefkas)
Póros (Poros) är en ort i Grekland.   Den ligger i prefekturen Lefkas och regionen Joniska öarna, i den centrala delen av landet, 270 km väster om huvudstaden Aten. Póros ligger 374 meter över havet och antalet invånare är 192. Den ligger på ön Lefkas.
Terrängen runt Póros är varierad. Havet är nära Póros åt sydost. Närmaste större samhälle är Nidri, 7,2 km norr om Póros. 